# Niccolò Toppi
Niccolò Toppi (né le 24 mai 1607 à Chieti et mort en 1681 à Naples) est un historien italien du XVIIe siècle.

## Biographie
Né le 24 mai 1607, d’une famille noble de Chieti, Niccolò Toppi étudie la jurisprudence à l'université de Naples, où il prend ses degrés de docteur. Engagé dans la recherche des écrits nécessaires à sa profession d'avocat, il revient souvent dans les archives, qu'il fouille aussi en philologue. Les connaissances qu’il y acquiert lui valent, en 1651, la place d’archiviste, dont il fut dépossédé quelques années après et qu’on lui rendit de nouveau en 1660. 
Profitant de la facilité qu’il avait de consulter les titres originaux, il compose un grand ouvrage sur les tribunaux et les magistrats napolitains. Si l’on en croit Gian Vincenzo Meola, il n’aurait fait que mettre son nom à un travail inédit de Bartolomeo Chioccarello ; mais cette accusation ne s’appuie que sur des conjectures. C’est bien assez que de reprocher à Toppi d’avoir rédigé une nomenclature aride d’écrivains, qui n’a d’autre mérite que d’être le premier essai d’histoire littéraire napolitaine. Cependant l’auteur refuse les secours de Magliabechi, qui s’était donné la peine d’en relever quelques fautes. Cette opiniâtreté détermine Nicodemi à publier ses Additions à la bibliothèque de Toppi, Naples, 1683, in-fol. Mais les lacunes étaient si considérables qu’au lieu de faire un supplément, il aurait fallu recommencer l’ouvrage. 
Niccolò Toppi meurt à Naples en 1681.

## Œuvres
- De origine omnium tribunalium nunc in Castro Capuano fidelissimæ civitatis Neapolis existentium, deque eorum viris illustribus, Naples, 1655, 1666, 3 vol. in-4°.
- Punture pietose : censura contro Girolamo Nicolino di Chieti, Rome (Naples), 1657, in-4°, critique dirigée contre cet historien, qui lui répondit par un autre ouvrage, intitulé Sferzate amorose al signor Toppi, et dont le manuscrit est resté dans la bibliothèque de S. Angelo di Nido, de Naples.
- Compendio de’ benefici regj che si trovano occupati nelle provincie del regno, Naples, 1666, in-4°.
- Notamento delle fatiche e diligenze fatte nell’archivio della regia Camera, etc., ibid., 1673, in-4°.
- Biblioteca napolitana, ed apparato agli uomini illustri in lettere di Napoli e del regno, ibid., Antonio Bulifon, 1678 (lire en ligne).

Il avait entrepris un travail sur l’histoire générale et particulière de toutes les villes du royaume de Naples. C’était une espèce de dictionnaire géographique et historique, en 10 volumes, à peu près comme celui qui a été ensuite publié par Giustiniani. Cet ouvrage, qui lui avait coûté quinze années de travail, n’a jamais été imprimé, et l’on ignore même ce qu’il est devenu.